# Семен Михайлович Олелькович-Слуцький
Семен Михайлович Олелькович-Слуцький (1449 — 14 листопада 1503) — князь з роду Олельковичів, один з претендентів на віленський великокнязівський престол після смерті Казимира IV в 1492 році. Тесть князя Костянтина Острозького.

## Життєпис
Батько — князь Михайло Олелькович (пом. 1481), син київського князя Олелька Володимировича. Матір — дружина батька Анна.
Заслужений вояк проти нападів татар, зокрема, учасник битви над річкою Ушею 1503 року (тоді він об'єднав свій загін із загоном Бучацького). Незважаючи на страту батька, король Казимир IV Ягеллончик залишив Слуцьке князівство його вдові та сину Семенові.
Дружина — Анастасія, донька мстиславльського князя Івана Юрійовича Лінгвеновича. Діти:
- Юрій (бл. 1492—1542)[6]
- Олександра — друга дружина князя Костянтина Івановича Острозького[8].